# Fora des Sembrat
Fora des Sembrat (mallorkinska: 'Bortom sådden') var en rockgrupp från Mallorca, aktiv mellan 1992 och 2014. Man bildades som del av den lokala rockscenen, inspirerad av fastlandets då pågående rock català-våg. Medgrundaren Pep Suasi har senare lanserat en solokarriär, medan låtskrivaren Joan Miquel Oliver åren efter millennieskiftet lämnade gruppen för en karriär med då nystartade Antònia Font.

## Karriär

### Tidiga år
Gruppen Fora des Sembrat föddes 1992, på initiv av sångaren (och gitarristen) Pep Suasi och basisten Guillem Cerdà. Den bildades i samband med staden Palmas 10:e poprock-tävling, och där fick de motta pris för bästa låttext på katalanska genom låten "Aquell soldat" ('Den där soldaten').
Detta var mitt under den då pågående rock català-våg. Genom tävlingspriset fick folk i branschen upp ögonen för det nystartade bandet, och man lyckades få kontrakt med det största katalanska skivbolaget, Picap. Där publicerades samma år gruppens debutalbum No aturen ('De slutar inte'), och man fick möjlighet att uppträda på scen i olika delar av det katalanskspråkiga området i östra Spanien.

### Medlemsomsättning, skivbolagsbyten
Under de kommande tre åren byttes ett antal gruppmedlemmar ut. In i gruppen, som fortfarande hade Suasi och Cerdà som kärna, kom Tomeu Janer, Rafa Ferrà och Toni Cerdà. Man bytte också skivbolag till Swing Media, som 1996 gav ut Vius… samtidigt som bandet gjorde en större konsertturné.
Året därpå spelade gruppen in en mini-CD med titeln Mallorca jove. Den gavs ut som en hyllning till RCD Mallorca, öns främsta fotbollslag som dessförinnan lyckats med avancemang till den spanska förstadivisionen.
Fora des Sembrat var ett flitigt turnéband och delade scen med grupper som Sau, Lax'n'Busto, Ja T'ho Diré och Gossos. Däremot hade man mindre stabilitet på skivbolagsfronten, vilket innebar att flyttade över till Girona-baserade Música Global. Femmannabandet spelade 1999 in Altres herbes i amebes, med målsättningen att få ökat genomslag på fastlandet. Gitarristen Rafa Ferrà lämnade i samma veva bandet, som istället tog in Joan Miquel Oliver, multiinstrumentalist och låtskrivare.
2001 släppte man Història d'un home-llibre ('Historien om en människobok'), ett utpräglat rockalbum på elva låtar. Låttexterna kretsade kring historier ur vardagslivet och bildade tillsammans en sorts "bok", vilket därefter gav albumet dess titel. Toni Pastor var ny medlem, efter att gitarristen Toni Cerdà lämnat gruppen. Joan Miquel Oliver fungerade nu som låtskrivare både för Fora des Sembrat och Antònia Font, som han varit med om att starta ett par år tidigare. Miquels låt "Tenc un estel" ('Jag har en stjärna') hamnade hos Fora des Sembrat, efter att först ha varit påtänkt som en rumba-låt i Antònia Fonts egen stil.
Därefter gick man in i en kris, när Oliver, Pastor och Janer samtidigt gick ur bandet, och man hade planer på att lägga ner verksamheten. Problemen reddes dock ut, med hjälp av de nya gruppmedlemmarna Emili Gene (keyboards), Tolo Servera, Josep Thió och återvändaren Toni Cerdà (gitarr och bas) samt Miki Campins (trummor). Den nya sättningen producerade albumet Je suis la suite (franska för 'Jag är fortsättningen'), som gavs ut 2004.

### 15-årsjubileum, upplösning

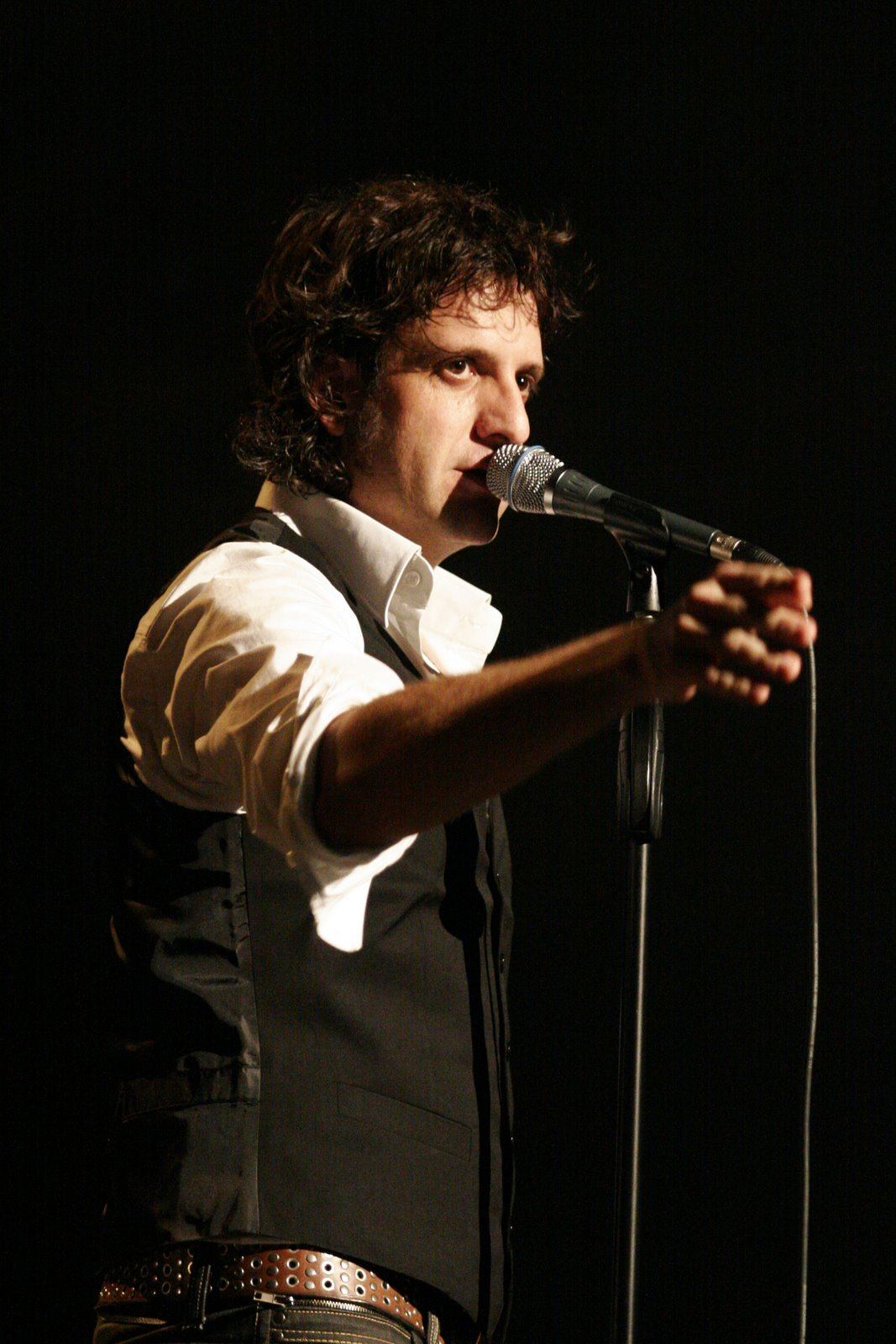
Pep Suasi på scen, som del av Fora des Sembrat 2009.

2006 kom Nit de mudances ('Flyttafton'), parallellt med att gruppen firade sitt 15-årsjubileum och samtidigt med att Campis lämnade över trummorna i gruppen till Ruben García. Albumutgåvan innehöll två CD-skivor, och dessutom gav man ut en DVD med konserten från Alcúdia den 7 april samma år. Allt som allt var det tjugo låtar, med bidrag från dåvarande och tidigare gruppmedlemmar samt gästartister som Pau Debon (Antònia Font), Pemy Fortuny (Lax'n'Busto), Cris Juanico (tidigare i Ja T'ho Diré) och ensemblen Orquestra Camerata de Sa Nostra. Sångaren Suasi tillägnade albumet till alla musiker som passerat genom Fora des Sembrat.
Tre år senare nådde gruppen till slut vägs ände. Man beslöt sig för att upplösa bandet vid en radiosänd konsert under januari månads Sebastian-festligheter på Plaça de Cort i Palma. Samma år lanserade Pep Suasi sin solokarriär, som anno 2020 är två EP och tre fullängdsalbum lång.
Tillfälligt återvände gruppen med en spelning 18 april 2014. Sättning denna dag var med Pep Suasi på sång, Guillem Cerdà på bas, Toni Cerdà och Toni Pastor på gitarr och Tomeu Janer på trummor. Därefter har inget hörts av bandet, och i samband med lanseringen av Pep Suasis tredje soloskiva 2018 noterades Fora des Sembrat i pressen som en "historisk" grupp.

## Diskografi
- No aturen (1992, Picap)
- Vius… (1996, Swing Media)
- Mallorca jove (Mini CD, 1997, Swing Media)
- Altres herbes i amebes... (1999, Música Global[4])
- Història d’un home-llibre (2001, Música Global)
- Je suis la suite (2004, Música Global)
- Nit de mudances (2006, Satie)

### Soloalbum med Pep Suasi
- Suasi (2009, Duplico 2000)
- 07:03 Am (2011, RGB Suports)
- Equilibrista emocional (2018, RGB Suports)
- Fent equilibris (2019, RGB Suports)
- Que triomfi l'amor (EP, 2020, RGB Suports)